# 文京区立森鷗外記念館
文京区立森鷗外記念館（ぶんきょうくりつもりおうがいきねんかん）は、森鷗外の旧居跡地に建てられた記念博物館。
鷗外の遺品・関連資料の収蔵・整理・展示を図り、「文字との出会いだけでなく、文学と人と街とが広く交流する場」となることを目指し2012年に開館した。
ここでは原稿・書簡・遺品などの鷗外関連資料、生前発行の貴重書、鷗外研究資料、文京区ゆかりの文学作品・文学者の資料を収集し、鷗外の遺品資料を約3,000点、三男・類の旧蔵資料を約6,000点、貴重書を含む図書資料を約11,000点、所蔵している。
建物は、2階が図書室と講座室、1階が受付、ショップ、カフェ（モリキネ カフェ）、庭園となっており、地下に展示室と映像コーナーがある。地下に展示室と収蔵庫を設けたのは、恒温恒湿であり、災害時の延焼や水損を避け易くするためである。
この建物は陶器二三雄が設計し、これにより陶器は第55回BCS賞（2014年）、日本芸術院賞（2015年）、日本建築学会作品選奨（2015年）を受賞した。

## 沿革
森鷗外は団子坂（汐見坂）の上にあたるこの地に1892年から亡くなる1922年まで家族と共に住み、二階から品川沖が見えたことから「観潮楼」と名付けていた。鷗外の没後は借家となり失火と戦災で建物は焼失した。1949年に国立博物館館長の高橋誠一郎が鴎外記念館準備会を設立して寄付を募り、1950年に観潮楼跡は記念公園（児童遊園地）となり都史跡とされた。1951年から1961年までは、鷗外の三男の類が大観音通り側で書店・千朶書房を開いていた。鷗外生誕百周年にあたる1962年、鷗外記念室を併設した文京区立鴎外記念本郷図書館が谷口吉郎の設計によりこの地で竣工・開館した。2006年に図書館は近隣地へ文京区立本郷図書館として移転し、記念室は本郷図書館鴎外記念室となったが、遺品資料の保存環境改善のため2008年に改築が決まり、2012年に現在の建物が竣工・開館した。

## ギャラリー

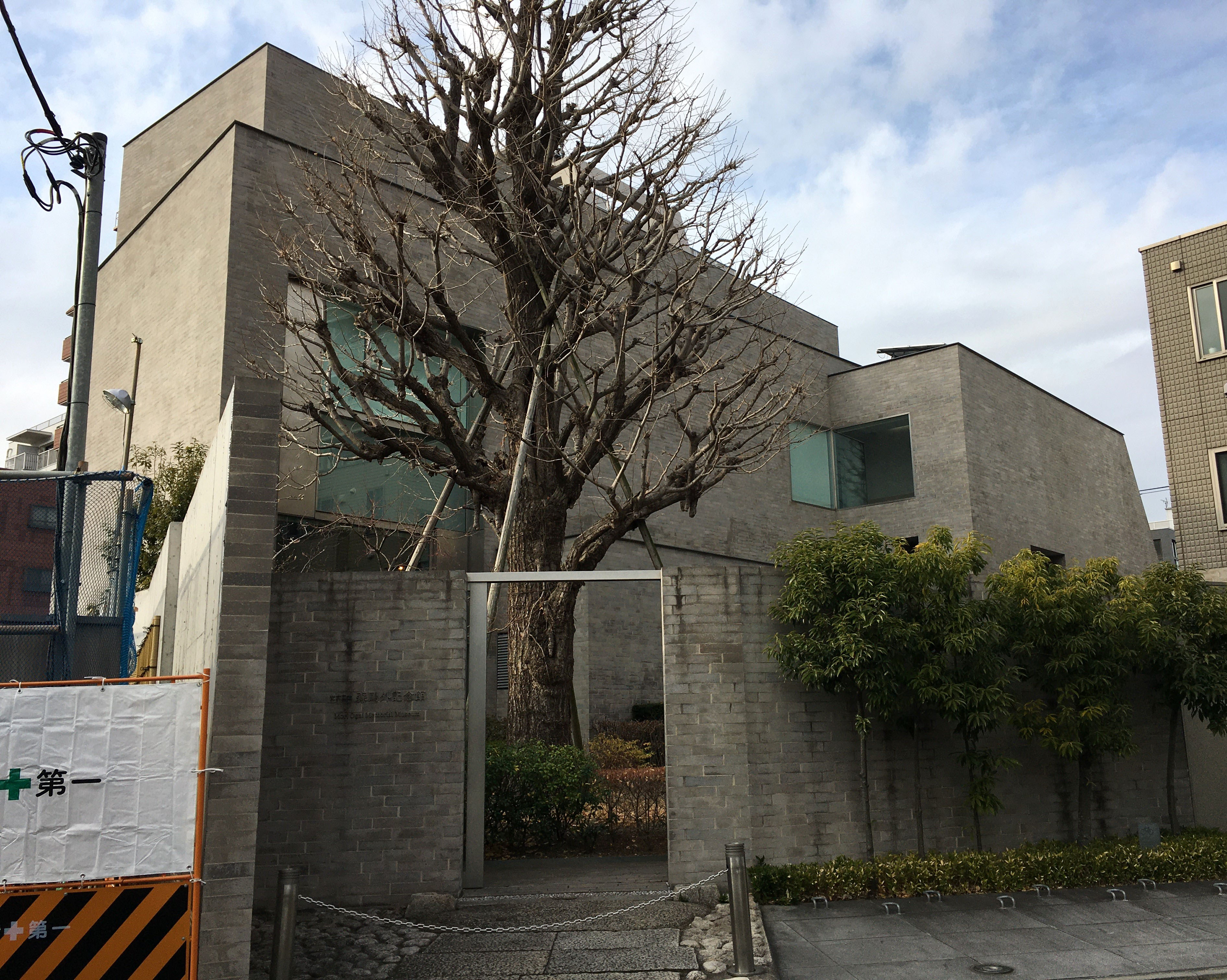
薮下通り側
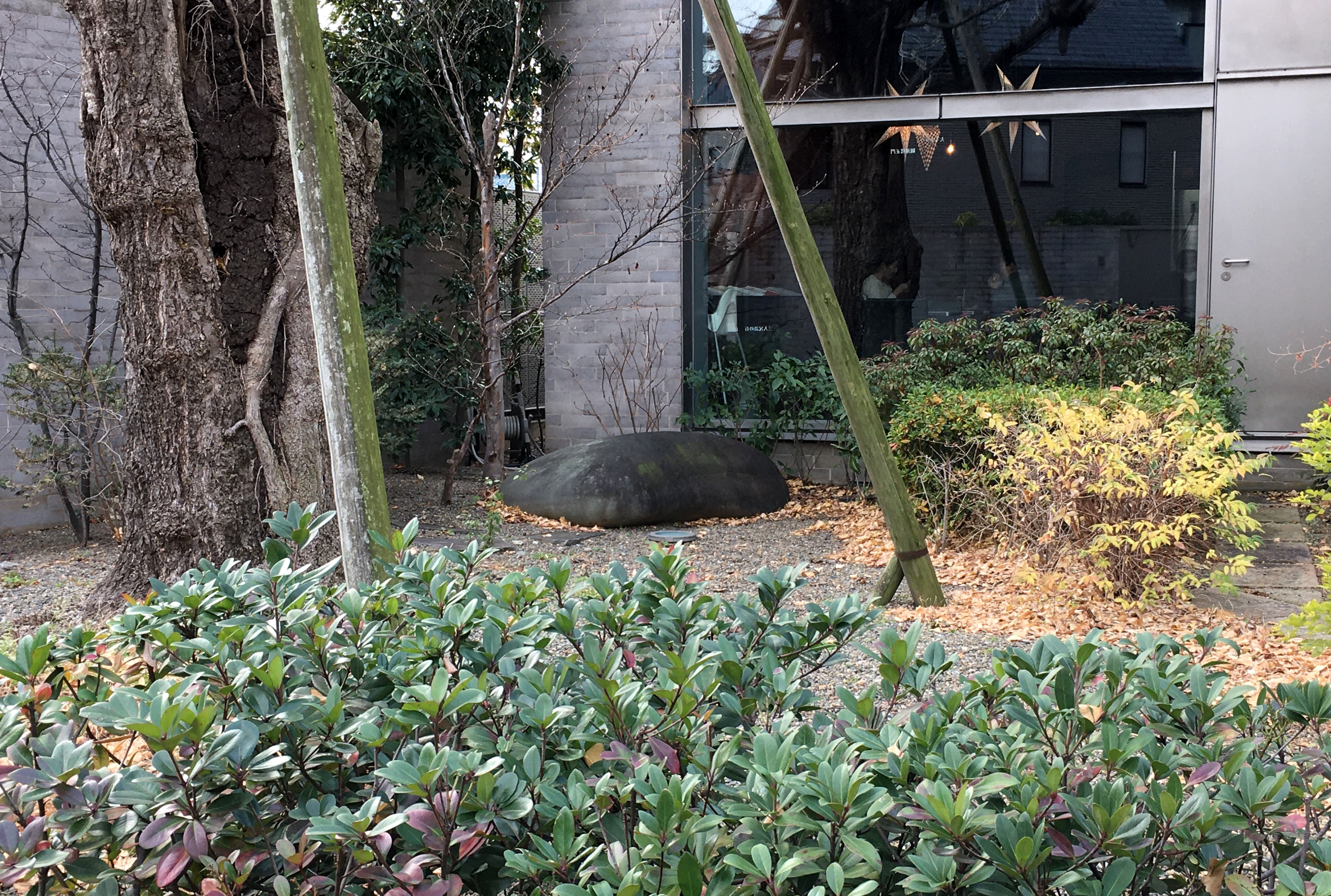
三人冗語の石
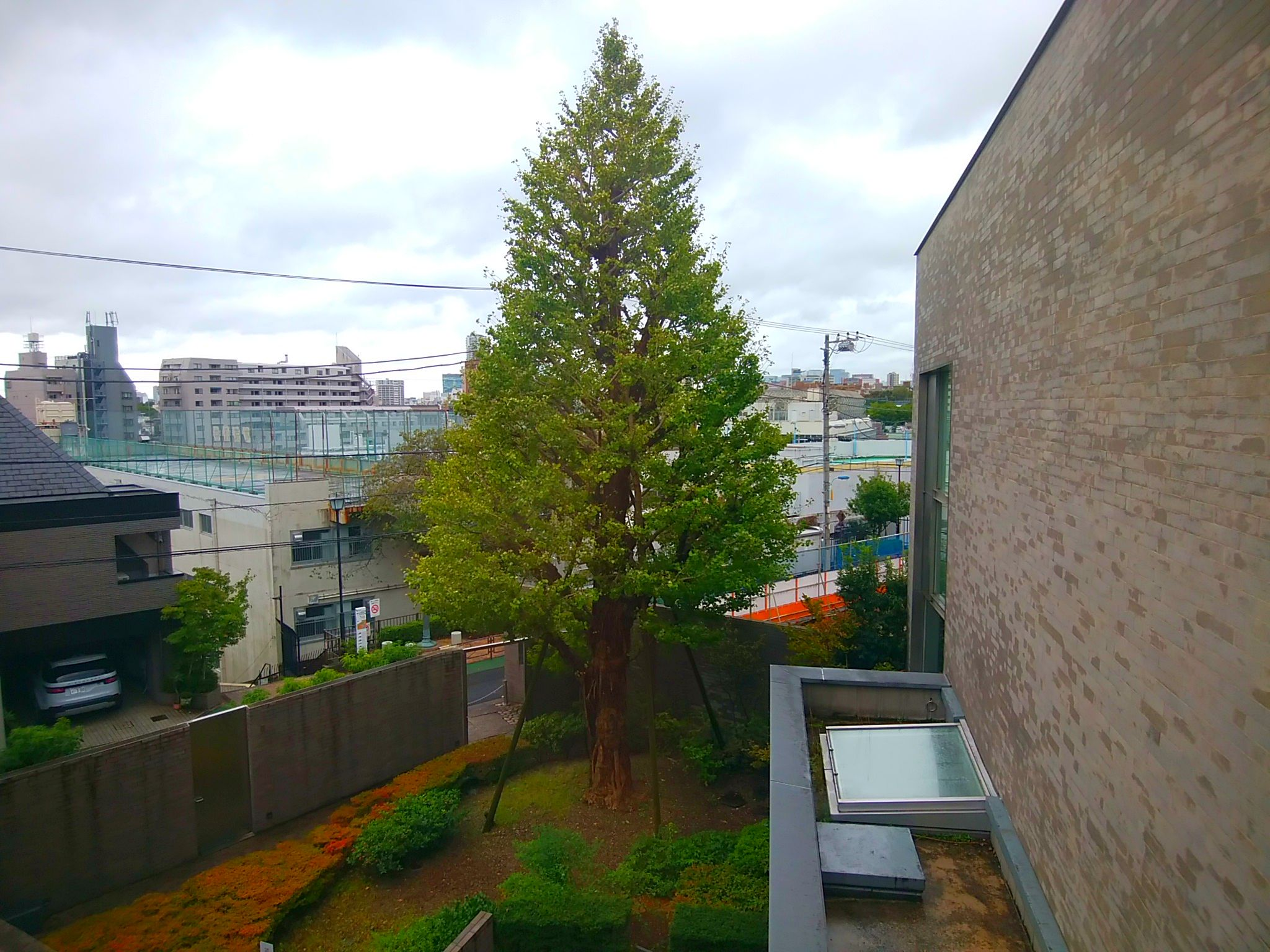
観潮楼ゆかりの大イチョウ

## アクセス
- 千駄木駅 徒歩5分
- 本駒込駅 徒歩10分
- 白山駅 徒歩15分
- 日暮里駅 徒歩15分